# ミッド・サセックス
ミッド・サセックス（英語: Mid Sussex）は、イングランド南東部ウェスト・サセックスにあるディストリクト。イースト・グリンステッドやヘイワーズ・ヒース、バージェス・ヒルといった町を有している。
1974年4月1日にイースト・サセックスから分離して成立した。
ウェスト・サセックス州の東端にあり、北側でサリー州タンドリッジ、東側でイースト・サセックス州ウィールデンとルイス、南側で同州のブライトン・アンド・ホヴ、西側でウェスト・サセックス州ホーシャム、北西側で同州クローリーと接している。
また、グリニッジ子午線が通っている。

## 歴史
この地域で人口が増え始めたのは19世紀からであり、ミッド・サセックスという地名が初めて使用されたのは1885年である。
議会においてこの呼称が初めて使用されたのは1907年、ミッド・サセックス・ジョイント・ウォーター・ディストリクトという水道会社がきっかけであった。
サセックスは中世からイースト・サセックスとウェスト・サセックスに分けられていたが、1972年の地方行政改革によってその境界線が変更された。
ミッド・サセックスの領域変更は、1969年に提出されたレッドクリフ＝モード報告書において議論された。この報告書は地元領主とヒース政権の支持を得て提出されたものであり、この文書においてイースト・サセックスはイースト・グリンステッドまでの土地を獲得し、クローリーはサリーから2つのパリッシュを獲得した。それと引き換えにサリーはガトウィック地域を獲得した。しかし、これらの土地変更は1974年の施行前に行われた住民投票によって覆された。結局、イースト・サセックスとウェスト・サセックスの土地変更はクローリーとガトウィック空港の経済圏を1つの自治体の管轄下に収めるという方向性で決定された。
この決定にはまだ論争の余地があったが、ベルステッド卿によって速達便で貴族院へと送られた。

## 主なタウン・ヴィレッジ
- ヘイワーズ・ヒース - 庁舎所在地
- イースト・グリンステッド
- クックフィールド
- バージェス・ヒル
- ハソックス

## 政治・行政
カウンシル選挙は4年ごとに行われ、1999年以降は保守党が政権を担っている。
| 政党名 | 政党名     | 2019年 |
| ------ | ---------- | ------ |
|        | 保守党     | 34     |
|        | 自由民主党 | 13     |
|        | 無所属     | 4      |
|        | 緑の党     | 3      |

## 地理
ミッド・サセックスはウェスト・サセックス州の東端に位置し、イースト・サセックス州、サリー州と接する。
隣接する自治体
- ウェスト・サセックス州
  - ホーシャム
  - クローリー
- イースト・サセックス州
  - ウィールデン
  - ルイス
  - ブライトン・アンド・ホヴ
- サリー州
  - タンドリッジ（英語版）